# 러브 코미디
러브 코미디(Love Comedy, ラブコメディ 라부코메디[*])는 일본의 만화, 애니메이션을 중심으로 한 작품의 장르 중 하나이다. 주로 연애를 주제로 한 코미디 요소가 강한 작품들이 이에 포함된다.

## 어원
러브 코미디는 일본식 영어 단어이다. 영어로 "사랑"을 의미하는 Love에 "희극"을 의미하는 Comedy를 조합하여 만들어진 단어. 줄여서 라부코메(ラブコメ)라고 하기도 한다.

## 같이 보기
- 로맨틱 코미디